# Nonnosus Stettfelder

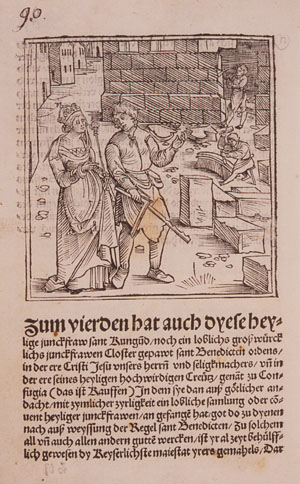
Abbildung aus dem Druck von 1511

Nonnosus Stettfelder († 10. Februar 1529 in Bamberg) war Benediktinermönch im Kloster Michelsberg in Bamberg (bezeugt ab 1470). Er war ab 1483 Sekretär des Reformabts Andreas Lang. Seine Handschrift ist in einigen Codices der Staatsbibliothek Bamberg nachgewiesen.
Er verfasste das 1511 in Bamberg gedruckte deutschsprachige Heiligenlebenpaar über Kaiser Heinrich II. und Kaiserin Kunigunde.
Stettfelder übersetzte vor allem in anschaulich-volkstümlicher Weise (Kunze) die lateinischen hagiographischen Quellen über das Kaiserpaar, die Vita Henrici von ca. 1160 und die um 1199 entstandene Vita Cunegundis sowie kleinere Texte.